# Galandum Galundaina
Galandum Galundaina — португальская музыкальная группа, созданная в 1996 году с целью изучения и распространения фольклора и музыки провинции Траз-уж-Монтиш и мирандского языка. Название группы происходит от незначащего припева мирандских народных песен.

## Участники
- Паулу Мейриньюш: вокал, ударные, галисийская волынка.
- Паулу Прету: вокал, мирандская волынка, колёсная лира, флейта, бубен, дульсайна.
- Алешандре Мейриньюш: вокал, ударные.
- Жуан Праташ: вокал, флейта, мирандский бубен, галисийский систр[2][3].

#### Бывшие участники
- Мануэл Мейриньюш: вокал, ударные, флейта[4]

## Дискография
- 2001 — L Purmeiro
- 2005 — Modas I Anzonas — Açor/Emiliano Toste
- 2010 — Senhor Galandum — Açor/Emiliano Toste
- 2015 — Quatrada — Açor/Emiliano Toste

## Деятельность
По словам Паулу Мейриньюша, он и его братья получили первое представление о мирандской традиционной музыке благодаря своим родственникам, особенно матери, Элиодоре Вентуре. Малый барабан, на котором играет Алешандре, и некоторые другие инструменты ранее принадлежали деду братьев Мейриньюш Алфреду Вентуре.
Galadum Galundaina — организаторы и постоянные участники ежегодного фестиваля мирандской культуры L Burro i l Gueiteiro и других фестивалей, связанных с традиционной культурой Португалии. Кроме того, они проводят исследования в области песенного фольклора и самостоятельно изготовляют традиционные инструменты.
Участники группы Galandum Galundaina стремятся сохранить мирандский язык и с этой целью проводят занятия в государственной школе города Миранда-ду-Дору.
В 2004 году Паулу Мейриньюш стал директором музыкальной школы Миранда-ду-Дору.
В 2010 году группе была присуждена премия Megafone, а альбом Senhor Galandum был признан журналами Público и Blitz одним из десяти лучших португальских музыкальных альбомов.

## Критика
Группа Galandum Galundaina редко выступает в Миранда-ду-Дору. О ней зачастую неодобрительно отзываются представители старшего поколения, утверждающие, что она не имеет ничего общего со старинной мирандской музыкой. Музыковед Барбара Алже определяет Galandum Galundaina как попытку создания мирандской музыкальной традиции с нуля.